# 国際英語論
国際英語論（こくさいえいごろん）とは、英米の英語を規範とするのではなく、まさに「世界の非英語話者による国際コミュニケーションのための新英語を確立」し、国際理解、国際協調、国際共生を図っていこうとする思想をさす。
国際英語は、多数の方言の中で、国際コミュニケーションの手段としての英語の概念であり、更には言語のための国際標準に向かう動向でもある。国際英語は、地球英語・世界英語・共通英語・一般英語とも呼ばれている。時々、これらの条件は、単に世界の至る所で話される英語の変種の配列に言及することがある。
「国際英語」と上述の関連語は、望ましい標準英語として言及されることがあるが、この目標へ向けてのコンセンサスは十分に得られていない。
日本でこれを主張している著名かつ代表的な人物は、それぞれ立場は違うものの鈴木孝夫・本名信行・船橋洋一らが「国際英語論」に近い立場をとっている。
このグローバルな英語の拡大に対して批判的に見るグループに、大石俊一・津田幸男・中村敬らに代表される反「英語帝国主義」論がある。

## 奨励のための方法論
英語を国際的な共通語として普及させる手段として、4つの基本的なアプローチが提案・使用された。
1. 自由放任主義のアプローチ
  1. This approach is taken either out of ignorance of the other approaches or out of a belief that English will more quickly (or with fewer objections) become a more fully international language without any specific global legislation.
2. 言語プログラムの組織の後援と草の根運動の促進
  1. 英語を支援している個人的・組織的な草の根運動があったので、正式な国際支援を得るいかなる試みもなしに、一部の政府は、海外の英語プログラムの後援を通して英語の拡大を促進させた[注 1]。
3. 国家レベルの法制度
  1. 英語の拡大を進めて、時間とともにより多くの国を含むことができると信じて、少なくとも数種類の公式地位を持ちながら英語を守る国を勇気付けるアプローチ。
4. 国際レベルの法制度
  1. このアプローチは、それから世界中の全ての学校で教えられるはずの公式国際補助語について正式に同意するため国際条約締結の将来の保持の促進を必要とする、主要なレベルから始まる。英語に代わる代替言語を考慮する間[注 2]、このアプローチは、言語の後に国際世論と法律を置くために、提案された条約の代表団の十分な大多数によって、そして、完全な世界公用語として国際補助語を強化するために英語が選ばれる可能性を考慮に入れている。

## ブラジ・カチュルによる英語の使用の分類
ブラジ・カチュル は、英語の使用を三重の同心円で分類した。
「内円」に該当するのは、英語の伝統的な基盤であるイギリス・アイルランドと、北米のアメリカ合衆国とカナダ（ケベックなどのフランス語圏は除く）、ならびにオーストラリア・ニュージーランド・カリブ海の若干の島である。これらの国々の国語は英語であって、これらの国々に住んでいる大部分の人々にとって英語は母語である。
「外円」には、英語が公用語であるか、歴史的に「特別な重要性」を持っている国が該当する。フィリピンなど米国の影響下にある国々と、かつては大英帝国を構成していたイギリス連邦の大部分（インド、ナイジェリアなど）である。これらの地域では、英語は民族のおよび言語グループ間で役に立つリンガ・フランカとして用いられ、高等教育・議会・司法・国際貿易において、英語が媒介言語として使用される。
「拡大円」には、英語に公式的な役割がない国が該当する。多くの多国籍企業では、英語が重要な役割を果たしている。英語は、地球規模の共通語となりつつあるが、その一例として、スカンジナビアにおける近縁の言語であるデンマーク語・ノルウェー語・スウェーデン語の話者間においても、英語が相互理解のための言語としての役割を果たすことが多くなってきていることが指摘できる。スカンジナビアの年配の世代は、各々が母語を使用しても問題なく解り合えるのだが、若年の世代においては言語間の意思疎通が困難となりつつあり、共通言語としての英語の使用が増加している。「拡大円」におけるリンガ・フランカとしての英語の研究は比較的新しく、この分野で活発な研究を行っている言語学者には、Jennifer Jenkins・Barbara Seidlhofer・Christiane Meierkord・Joachim Grzega らがいる。

## 外国語教育におけるリンガ・フランカとしての英語
第二言語としての英語（English as an additional language, EAL）は通常、アメリカ英語またはイギリス英語のどちらかの標準に基づいている。
一方で、「簡易化英語」のいくつかのモデルが外国語として英語を教えるために提案されているが、いずれも大きな影響力はない（政府の公用語として使用されていない。主要な新聞雑誌に採用されてもいない）。
- ベーシック英語 (1935)
  - チャールズ・オグデン（後に アイヴァー・リチャーズ が加わった）によって1930年代に開発された。最近では、ビル・テンプラー（Bill Templer）によって、その運動が復活の兆しを見せている。
- Threshold Level English (1980)
  - J. van Ekによって提案された。
- グロービッシュ
  - ジャン＝ポール・ネリエール（Jean-Paul Nerrière） が開発した。Don't speak English, parlez Globish!!を参照。
- Basic Global English
  - Joachim Grzega が開発した。Joachim Grzega's Basic Global English (BGE)を参照。

## 様々な概念

### 普遍性と柔軟性
国際英語は時々、ただ単に母語話者によって所有される言語としてではなく、それを使うすべての人々によって所有される言語として、発展途上国で実際に使われている英語に言及することがある。
基本的に、国際英語は常にそうでもなく、必ずしもそうでないのだが、しばしば暗黙のうちに標準とみなされるが、英語全般をカバーする。国際英語は、アメリカ英語・イギリス英語・南アフリカ英語などとは対照的に特に言語が全体として中で考慮されるとき、世界のリンガ・フランカとして英語の習得、使用と勉強と関連して確かに一般的に用いられることもある (TEIL: Teaching English as an International Language)。— McArthur (2002, p. 444–45)
国際英語は、地域主義に反して特に英語圏で一般的に理解される英語の単語や熟語を意味する。非英語母語話者の英語能力の重要性は、長年のジョークの背後で科学とテクノロジーの国際語は「怪しげな英語」であると認知されうる。

### 中立性
国際英語は、文化的な中立の方へ手を伸ばす。国際英語は、実用を持つ
「個々の地域の市場に合わせて出版物を再編集しなければならないことから救う一種の英語よりものがあるだろうか！第二言語としての英語の教師や学習者は、国際英語が魅力的なものだとわかるようになって、アメリカ英語・イギリス英語 カナダ英語・オーストラリア英語の色彩がない中立な英語でなければならないと懸念している。しかし、いかなる地域の英語の変種でも、それがいわゆる『標準的な』形式であっても 政治的・社会的・文化的な一連の含蓄を持っていることは、付け加えておきたい。」 — Peters (2004, International English)
この視点によると、国際英語は、ビクトリア朝の英国の植民地の帝国主義や、20世紀の米国のいわゆる「文化帝国主義」によって定義される側面を最小化する英語の概念である。英国の植民地主義が、世界のほとんどに英語の基盤を置く一方で、国際英語はアメリカナイゼーションにとても起因しているが、概念的に米国の影響と英国の植民地の影響を軽くする傾向がある「クロス・トーク」と言語文化帝国主義のはるかにより大きな程度に基づいている新生の世界文化の産物である。
国際英語の発達はしばしば正式な英語の使用は一般的で、言葉遣いの創造的な使用は最低限である学術的・科学的な場に集中している。この形式的な国際英語は、全体としての西洋文化と大方の西洋の文化的価値観への参入を許している。

### 反対論
多くの人は、英語がアメリカ英語・イギリス英語といった少し異なる形であれ一つのまとまった英語であるかどうかに関係なく、その継続した成長は、一種の文化帝国主義とみなす。
Robert Phillipson は、Linguistic Imperialism (1992) という自著で、そのような中立の可能性に反対している。話によれば、「正しい英語」を使用したい学習者は、アメリカ英語とイギリス英語の二重標準と、オーストラリア英語・カナダ英語といったよりマイナーな「標準英語」に実際直面する。
Trimnell, Edward (2005) は、国際版の英語は基本的な考えだけを伝えるものに過ぎないと主張する。複雑な議論（ビジネスの場面・専門的な議論）をする際には、英語は非母語話者にとって十分な通信手段になりえない。Trimnell (ibid.) も、英語母語話者が国際英語に信頼を置くことによって、「他者の言語能力に依存する」ようになったと主張する。

### 充当理論
言語帝国主義論と David Crystal らに代表される「英語は中立的だとする学説」の両方を拒絶する人たちもいる。彼らは、英語の世界的な拡大現象が「充当」 の枠組みを使えば理解しやすくなると主張する。例えば、非英語圏のデモ参加者は、世界中のテレビ観衆に向けて彼らの要求を伝えるために、しばしば英語の標識を使う。
英語教育においては、Bobda (1997: 225) は、カメルーンがどのように単一文化的で英国中心的な英語教授法から脱皮して、教材を徐々にカメルーンのコンテクストに適合させていったかを示している。扱われている非西洋的な話題の例としては、アミール・伝統的な医療・一夫多妻制などが挙げられる。Kramsch and Sullivan (1996) は、西洋の方法論と教科書がどのように現地のベトナム文化に適合されたかについて述べている。パキスタンの教科書『初級英語』(1993) は、例えば「わが祖国、パキスタン」・「我らの緑月旗」・「我らの偉大な指導者」のような西洋人の耳にはタカ派的に聞こえる学課を含む (Malik 1993: 5,6,7)。しかし、自国の文化の範囲内で、パンジャーブ教科書委員会 (PTB) の委員長が公然と述べるように、英語教育・愛国心・ムスリムの信仰の三つのつながりを確立することは、英語教育の狙いのうちの1つとみなされる。
「委員会は・・・あなたたち（学生）の母国のイデオロギーの境界を守るために、これらの教科書を通して、学生たちにイスラームの価値観と自覚の愛情を植えつけることに注力している (Punjab Text Book Board 1997)。」

### 複数の英語たち
将来、英語の更なる標準化を推し進めることになった場合、多くのなされなければならない難しい選択が発生することになる。それには、現在の標準を採用するのか、より中立なものにするのかといった選択が含まれる。
そのうち我々は全員、2つの標準的なEnglishesの支配下にいる必要になるだろう。一つは、ナショナル・アイデンティティとローカル・アイデンティティを与えてくれる英語で、もう一つは、残りの人類と接触するときに必要な英語。我々は全員、実質的にバイリンガルになる必要があるかもしれない。— David Crystal (1988: 265)
これは、「非標準英語」を母語として「標準英語」を後天的に学んだ多くの英語話者が、実際に直面する状況である。
イギリス英語とアメリカ英語の正書法の違いは、イギリスと米国それぞれに、異なる編集方針の辞書編纂者が並立したことから、際立つことになった。イギリスのサミュエル・ジョンソンの辞書（1755年）は、ノルマン語に影響されたつづり（例えばcentre・colour）を支持したが、アメリカのノア・ウェブスターの辞書（1783年）は、ラテン語風（center・color）を採用した。ジョンソンとウェブスターの戦略の違いと哲学は、主に今日存在する英語のつづりの主要な分割の原因となった。ただし、これらの違いは、大きなものではない。正書法は、英語の「方言」のほんの些細な違いに過ぎない。

### 二重の基準
国際英語へのアプローチには、個性的・内包的なアプローチと新方言へのアプローチがある。
個性的なアプローチは、意味された標準的な慣例の範囲内で、違いの有効性を受け入れて、個々の著者が望むとおりに書いたり綴ったりできる統制を与える。『ロングマン新英語文法』(1999, LGSWE) は、 アメリカ英語とイギリス英語の両方の記述的な研究で、各章はその章の主要な編集者が選んだ英米どちらかの正書法に沿って執筆されている。
新方言アプローチは、言語に対するいかなる偏見をも避けて、米英混合形の特有の国際的な正書法を使用しようとする The Cambridge Guide to English Usage (Peters, 2004) に見られる。しかし、どちらかというとアメリカ英語の音声システムと正書法を好む傾向がある。